# Kajak-kenu az 1968. évi nyári olimpiai játékokon
Az 1968. évi nyári olimpiai játékokon kajak-kenuban hét versenyszámban osztottak érmeket. A program teljes mértékben megegyezett az előző olimpia programjával.

## Éremtáblázat
(Magyarország eltérő háttérszínnel, az egyes számoszlopok legmagasabb értéke, vagy értékei vastagítással kiemelve.)
| Az 1968. évi nyári olimpiai játékok éremtáblázata kajak-kenuban | Az 1968. évi nyári olimpiai játékok éremtáblázata kajak-kenuban | Az 1968. évi nyári olimpiai játékok éremtáblázata kajak-kenuban | Az 1968. évi nyári olimpiai játékok éremtáblázata kajak-kenuban | Az 1968. évi nyári olimpiai játékok éremtáblázata kajak-kenuban | Olimpia  |
| --------------------------------------------------------------- | --------------------------------------------------------------- | --------------------------------------------------------------- | --------------------------------------------------------------- | --------------------------------------------------------------- | -------- |
|                                                                 | Ország                                                          | Arany                                                           | Ezüst                                                           | Bronz                                                           | Összesen |
| 1.                                                              | Magyarország (HUN)                                              | 2                                                               | 3                                                               | 1                                                               | 6        |
| 2.                                                              | Szovjetunió (URS)                                               | 2                                                               | 1                                                               | 3                                                               | 6        |
| 3.                                                              | NSZK (FRG)                                                      | 1                                                               | 2                                                               | 0                                                               | 3        |
| 4.                                                              | Románia (ROU)                                                   | 1                                                               | 1                                                               | 1                                                               | 3        |
| 5.                                                              | Norvégia (NOR)                                                  | 1                                                               | 0                                                               | 0                                                               | 1        |
|                                                                 |                                                                 |                                                                 |                                                                 |                                                                 |          |
| 6.                                                              | Ausztria (AUT)                                                  | 0                                                               | 0                                                               | 1                                                               | 1        |
| 6.                                                              | Dánia (DEN)                                                     | 0                                                               | 0                                                               | 1                                                               | 1        |
|                                                                 |                                                                 |                                                                 |                                                                 |                                                                 |          |
| Összesen                                                        | Összesen                                                        | 7                                                               | 7                                                               | 7                                                               | 21       |

## Érmesek

### Férfiak
| Az 1968. évi nyári olimpiai játékok érmesei férfi kajak-kenuban |                                                                            |                                                                                    |                                                                                    |
| Versenyszám                                                     | Arany                                                                      | Ezüst                                                                              | Bronz                                                                              |
| C-1, 1000 m                                                     | Tatai Tibor · Magyarország (HUN)                                           | Detlef Lewe · NSZK (FRG)                                                           | Vitalij Galkov · Szovjetunió (URS)                                                 |
| C-2 1000 m részletek                                            | Románia (ROU) · Ivan Patzaichin · Serghei Covaliov                         | Magyarország (HUN) · Wichmann Tamás · Petrikovics Gyula                            | Szovjetunió (URS) · Naum Prokupec · Mihail Zamotyin                                |
| K-1 1000 m részletek                                            | Hesz Mihály · Magyarország (HUN)                                           | Olekszandr Saparenko · Szovjetunió (URS)                                           | Erik Hansen · Dánia (DEN)                                                          |
| K-2 1000 m részletek                                            | Szovjetunió (URS) · Olekszandr Saparenko · Volodimir Morozov               | Magyarország (HUN) · Giczy Csaba · Timár István                                    | Ausztria (AUT) · Gerhard Seibold · Günther Pfaff                                   |
| K-4 1000 m részletek                                            | Norvégia (NOR) · Steinar Amundsen · Tore Berger · Egil Søby · Jan Johansen | Románia (ROU) · Anton Calenic · Haralambie Ivanov · Dimitrie Ivanov · Mihai Ţurcaş | Magyarország (HUN) · Giczy Csaba · Szöllősi Imre · Timár István · Csizmadia István |

### Nők
| Az 1968. évi nyári olimpiai játékok érmesei női kajak-kenuban |                                                    |                                                      |                                                                         |
| Versenyszám                                                   | Arany                                              | Ezüst                                                | Bronz                                                                   |
| K-1 500 m részletek                                           | Ljudmila Hvedoszjuk-Pinajeva · Szovjetunió (URS)   | Renate Breuer · NSZK (FRG)                           | Viorica Dumitru · Románia (ROU)                                         |
| K-2 500 m részletek                                           | NSZK (FRG) · Annemarie Zimmermann · Roswitha Esser | Magyarország (HUN) · Pfeffer Anna · Rozsnyói Katalin | Szovjetunió (URS) · Ljudmila Hvedoszjuk-Pinajeva · Antonyina Szeregyina |

## Magyar részvétel
Magyarországot hét versenyszámban nyolc férfi és két női, összesen tíz versenyző képviselte. A magyar sportolók két arany-, három ezüst-, és egy bronzérmet szereztek, ami harminchárom olimpiai pontot jelent.
Férfi
| Név                                                     | Versenyszám | Előfutam | Előfutam | Vigaszági futam | Vigaszági futam | Elődöntő | Elődöntő | Döntő    | Döntő     |
| Név                                                     | Versenyszám | Eredmény | Helyezés | Eredmény        | Helyezés        | Eredmény | Helyezés | Eredmény | Helyezés  |
| ------------------------------------------------------- | ----------- | -------- | -------- | --------------- | --------------- | -------- | -------- | -------- | --------- |
| Tatai Tibor                                             | C-1 1000 m  | 4:25,5   | 2.       |                 |                 |          |          | 4:36,14  | Aranyérem |
| Wichmann Tamás Petrikovics Gyula                        | C-2 1000 m  | 4:04,4   | 2.       |                 |                 |          |          | 4:08,77  | Ezüstérem |
| Hesz Mihály                                             | K-1 1000 m  | 4:04,7   | 3.       |                 |                 | 4:04,97  | 3.       | 4:02,63  | Aranyérem |
| Giczy Csaba Timár István                                | K-2 1000 m  | 3:37,9   | 2.       |                 |                 | 3:45,77  | 1.       | 3:38,44  | Ezüstérem |
| Giczy Csaba Szöllősi Imre Timár István Csizmadia István | K-4 1000 m  | 3:18,6   | 1.       |                 |                 | 3:20,03  | 1.       | 3:15,10  | Bronzérem |

Női
| Név                           | Versenyszám | Előfutam | Előfutam | Elődöntő | Elődöntő | Döntő    | Döntő     |
| Név                           | Versenyszám | Eredmény | Helyezés | Eredmény | Helyezés | Eredmény | Helyezés  |
| ----------------------------- | ----------- | -------- | -------- | -------- | -------- | -------- | --------- |
| Pfeffer Anna                  | K-1 500 m   | 2:08,6   | 2.       |          |          | feladta  | feladta   |
| Pfeffer Anna Rozsnyói Katalin | K-2 500 m   | 2:01,0   | 1.       |          |          | 1:58,60  | Ezüstérem |